# Dschulis

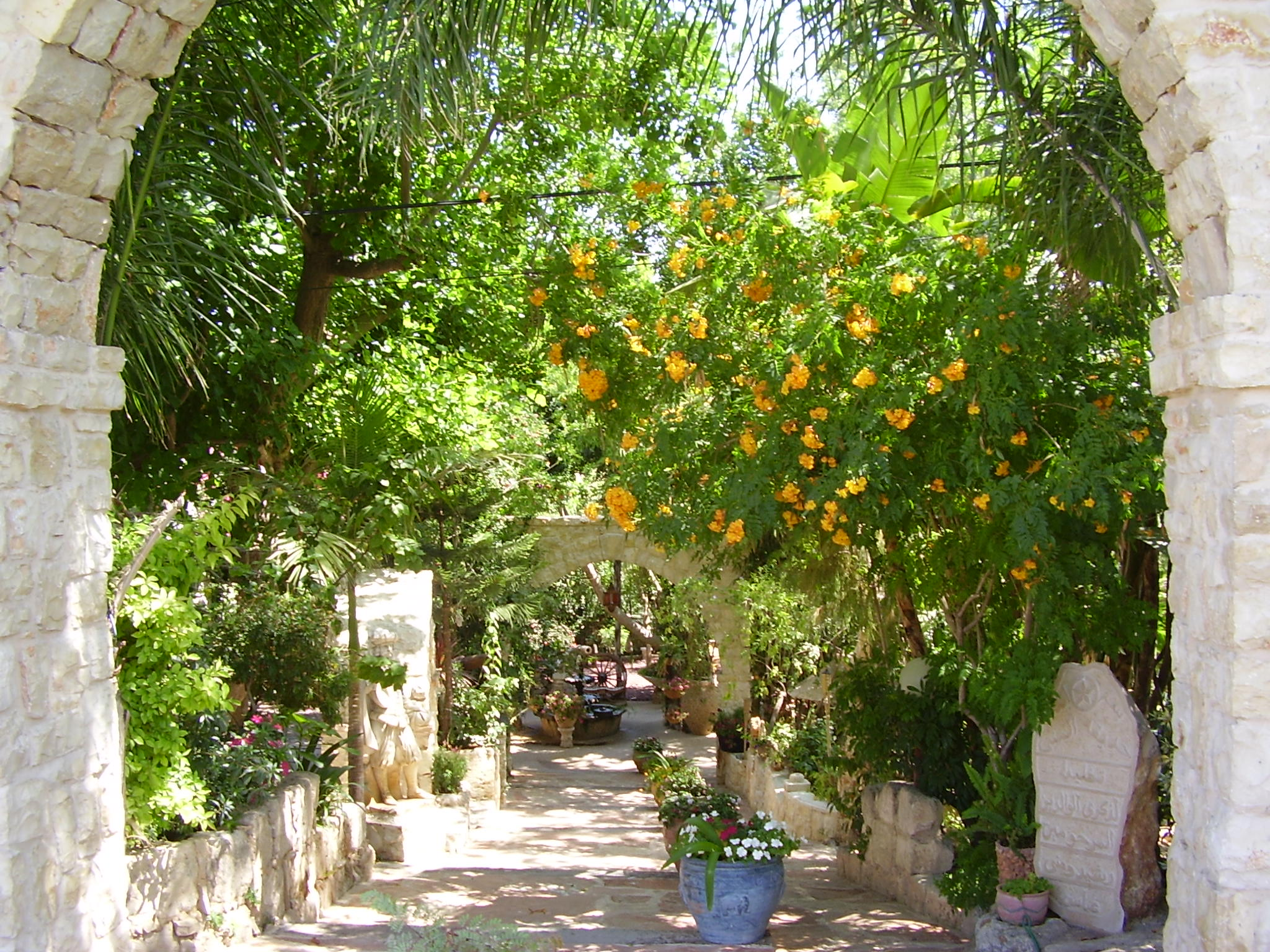
Eingang zum Garten El-Mona

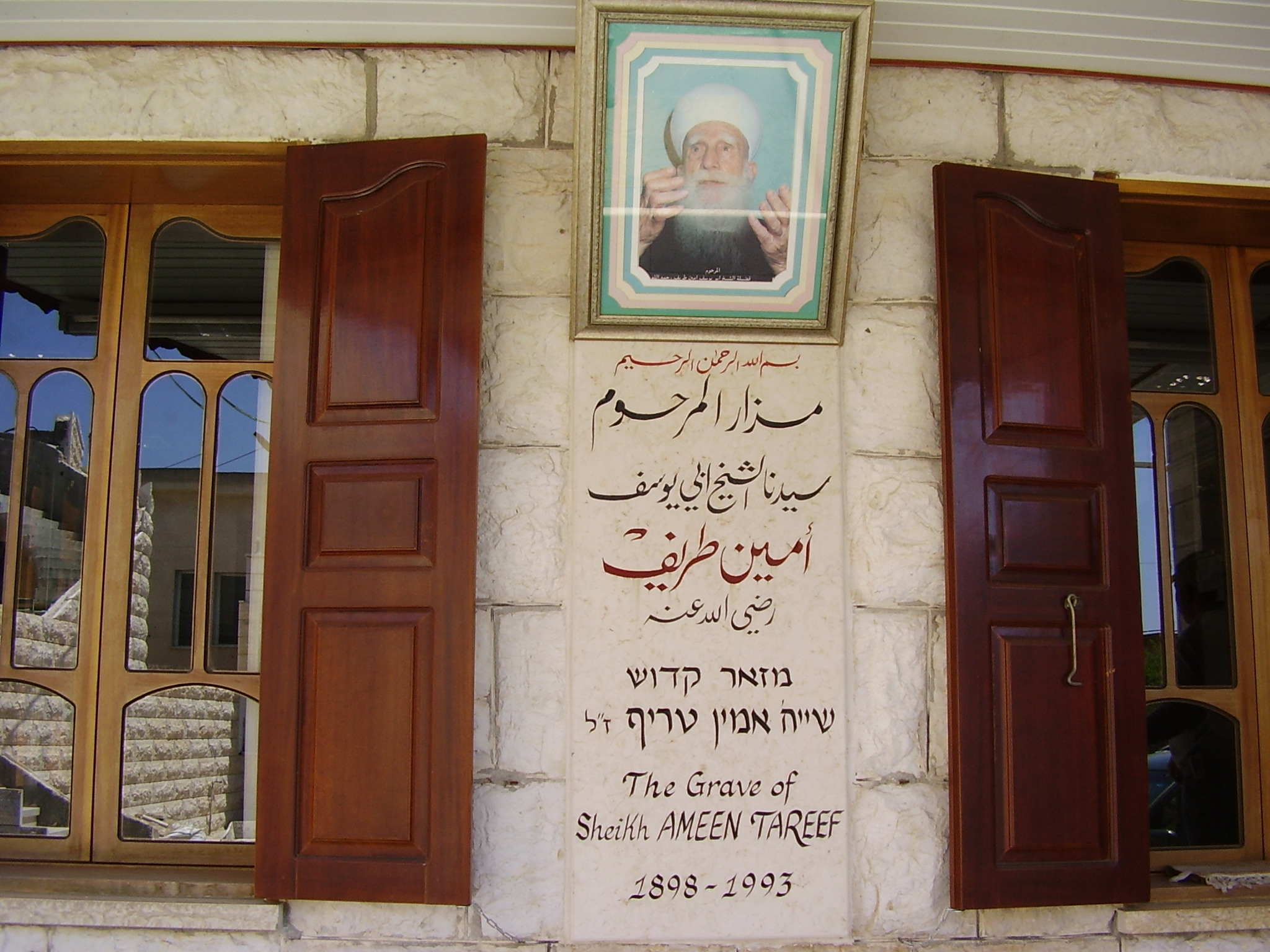
Gedenkstätte für Scheich Amin Tarif

Dschulis (arabisch جولس, DMG Ǧūlis, hebräisch ג׳וליס), auch Julis ist ein drusisches Dorf mit 6.660 Einwohnern (Stand: Januar 2022) im Nordbezirk Israels.

## Etymologie
Für die Herkunft des Ortsnamens gibt es zwei Erklärungen: Er könnte vom römischen Namen Julius abgeleitet sein, oder auch vom arabischen Wort dschalasa / جلس / ‚sitzen‘. Dies würde darauf zurückgeführt, dass das Dorf auf tieferen Hügeln als die umgebenden Dörfer liegt und auf diese Weise zu sitzen scheint.

## Geschichte
Der jetzige Ort wurde im 16. Jahrhundert errichtet. Gemäß osmanischen Steueraufzeichnungen aus dem Jahr 1696 gab es damals im Ort 79 Haushalte. 
Auf einer Karte, die Pierre Jacotin anlässlich der napoleonischen Expedition von 1799 erstellte, ist das Dorf unter dem Namen Gioules eingezeichnet. 1875 besuchte der französische Forscher Victor Guérin das Dorf und nannte es Djoules. 1881 wurde der Ort im Survey of Western Palestine des Palestine Exploration Fund beschrieben als "ein Dorf aus Steinhäusern mit etwa 200 Drusen, umgeben von Ölbäumen und Ackerland."
Ab 1920 gehörte Dschulis zu Mandats-Palästina. Im Zweiten Weltkrieg gründeten polnische Freiwillige, die im Rahmen des Sikorski-Maiski-Abkommens aus sowjetischen Arbeitslagern entlassen und in die Levante evakuiert worden waren, die polnische 3. Karpaten-Schützendivision. Die Division nahm ihren Sitz in Dschulis. Als die Division am 21. Juli 1943 Teil des 2. Polnischen Korps wurde, eröffnete auch dieses sein Hauptquartier zunächst am Ort, bevor es im weiteren Verlauf des Jahres dann ins britische Camp Kilo 89 bei Ghazza verlegt wurde. Die polnischen Soldaten zogen 1944 ab in den Italienfeldzug. 
Im Krieg um Israels Unabhängigkeit 1948 wurde das Dorf von der israelischen Armee in der Operation Dekel eingenommen. Im Unterschied zu umliegenden Dörfern verließen die Einwohner ihre Häuser nicht. 1967 erhielt der Ort den Status eines Lokalverbands.
Seit 1753 stellt die ortsansässige Familie Tarif die geistlichen Führer der Drusen. Besonders bekannt geworden sind Amin Tarif (1898–1993) und sein Enkel Muwaffak Tarif.

## Sehenswürdigkeiten
- Grab und Gedenkstätte des Scheichs Amin Tarif
- Drusisches Ortsmuseum (Hebräische Website)
- Garten El-Mona